# Kungsholmen

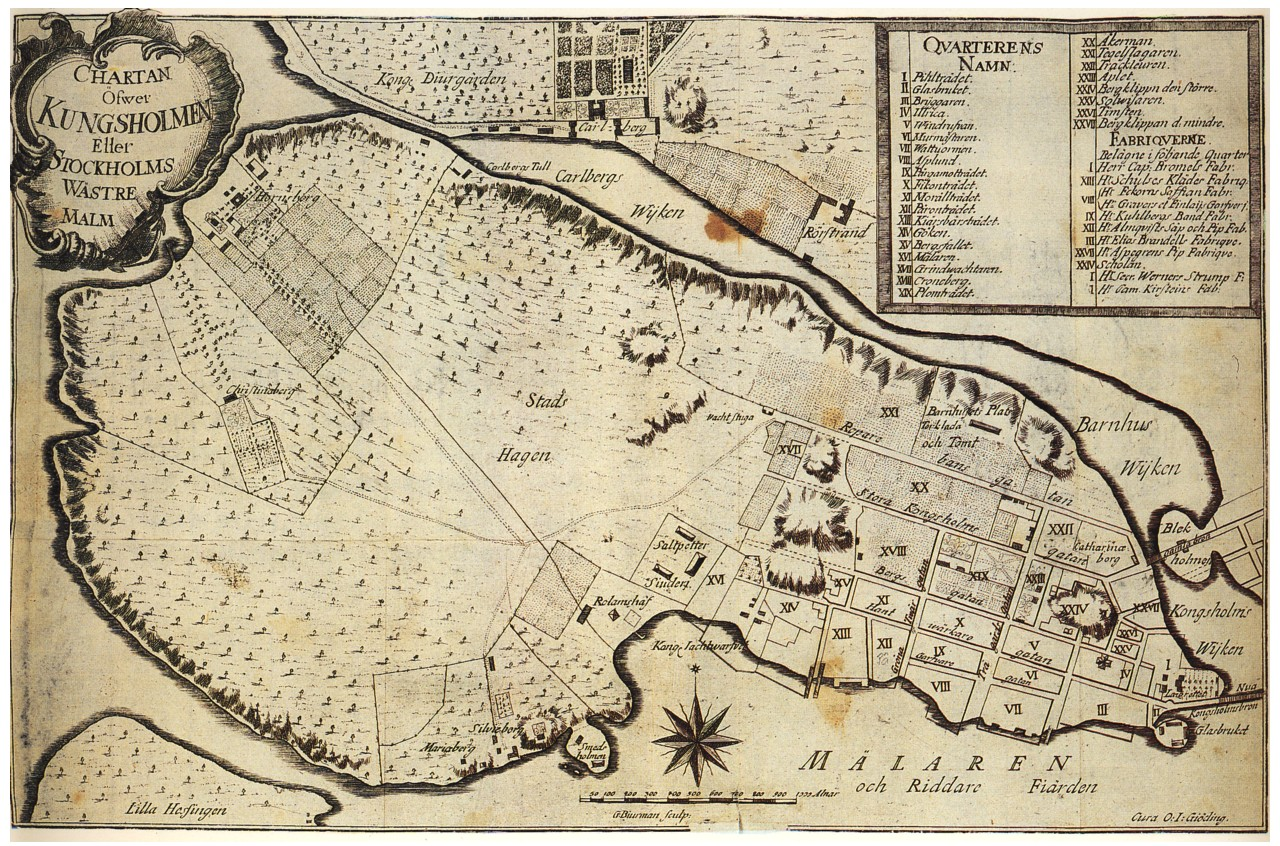
Mapa de Kungsholmen, año 1754

Kungsholmen es una isla situada en el lago Mälar al sur de Uplandia. Kungsholmen se encuentra en el centro de la ciudad de Estocolmo, al norte de Riddarfjärden. La isla está dividida en cinco distritos: Kungsholmen, Marieberg, Fredhäll, Kristineberg y Stadshagen. Kungsholmen constituye la parte principal del área del distrito de Kungsholmen, que además incluye las islas Essinge. 
La parte oriental de la isla se encuentra a poca altura, mientras que el oeste es más accidentado. El punto más alto tiene una altura de 47 metros sobre el nivel del mar, Stadshagsplan. La superficie es de 391 hectáreas. La longitud de la costa de la isla es de 8900 metros de largo. 

## Historia

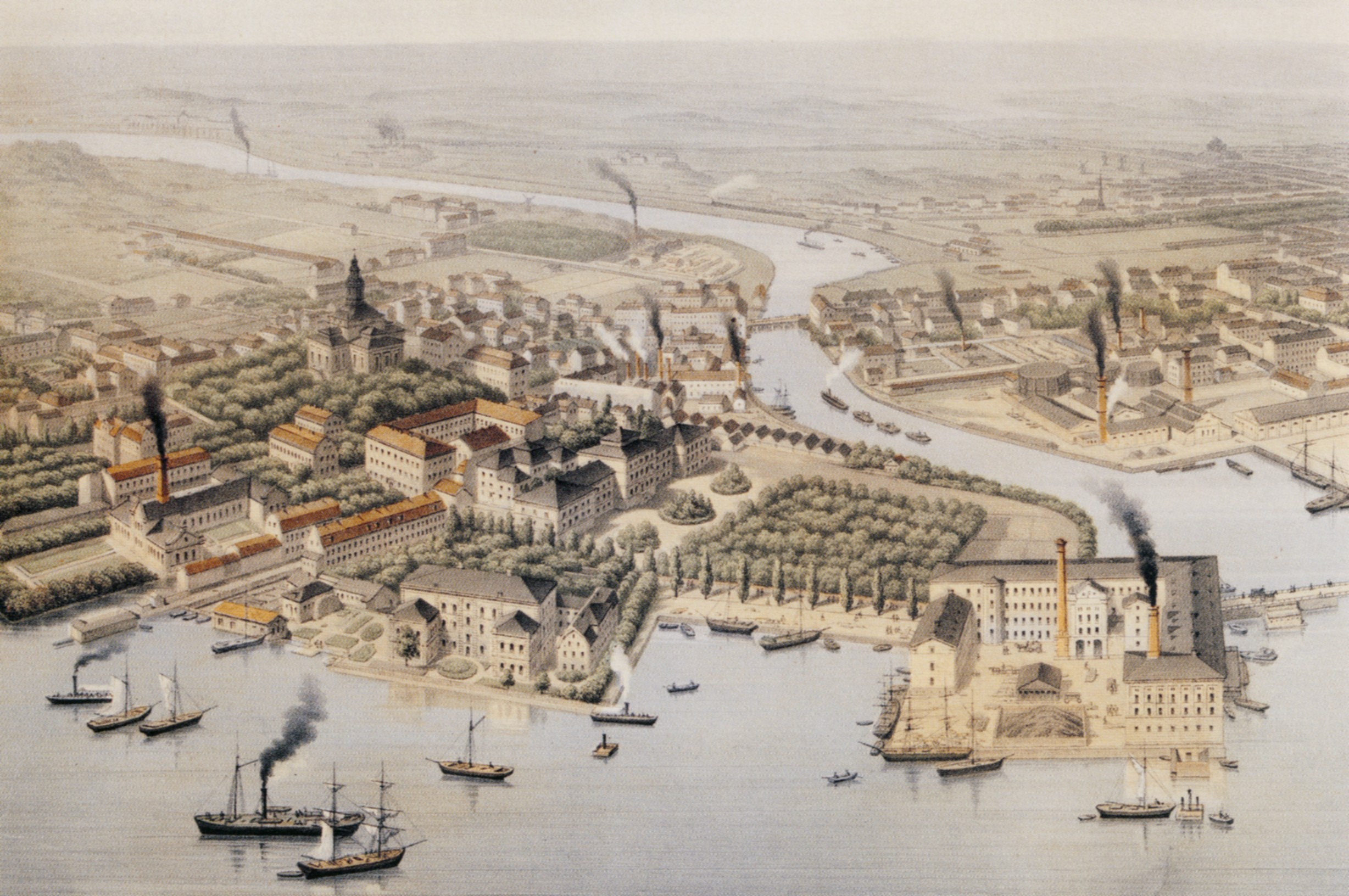
Vista panorámica de la parte oeste de Kungsholmen (OA Mankell, año 1871)

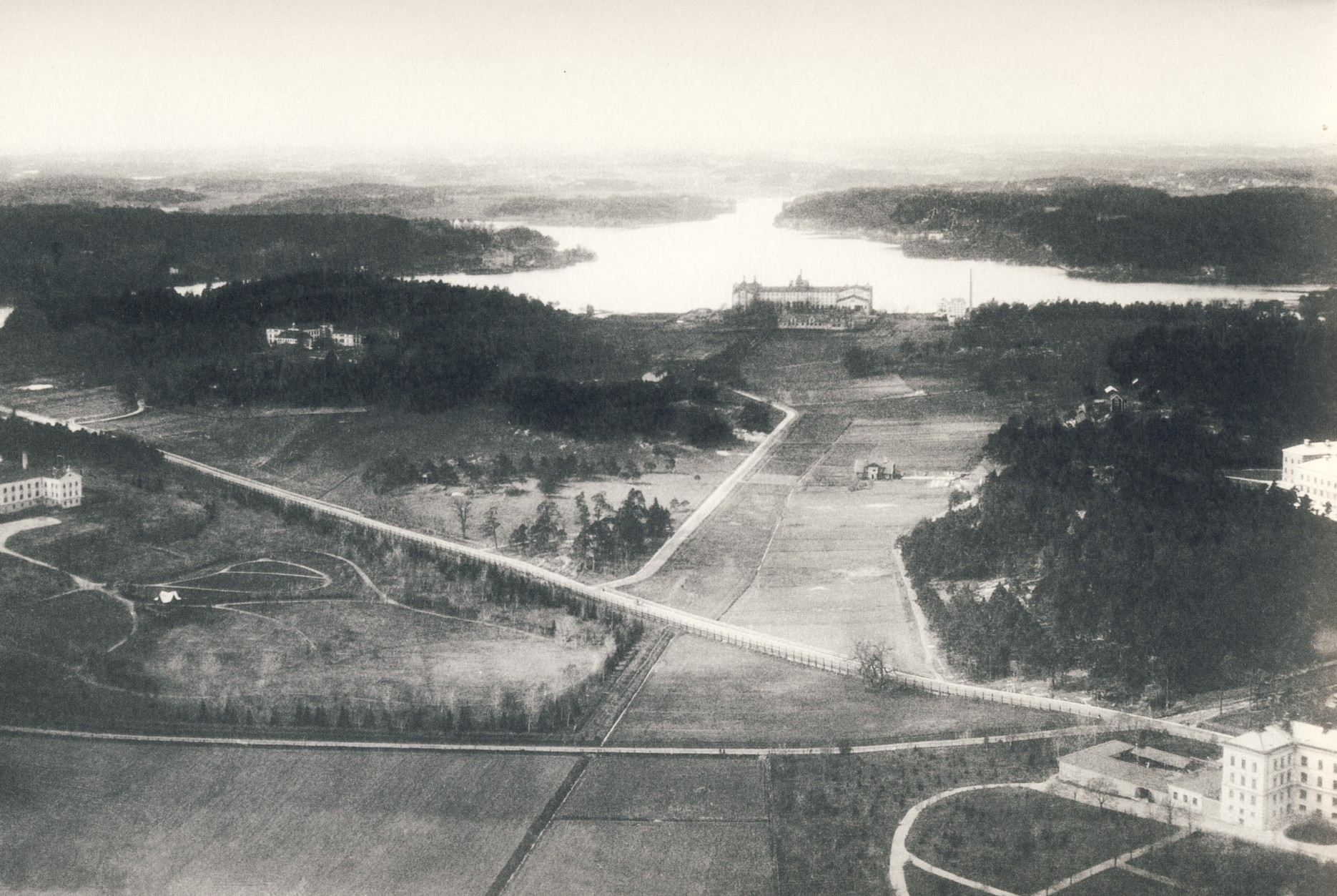
Parte noroeste de Kungsholmen desde globo aeroestático en 1896

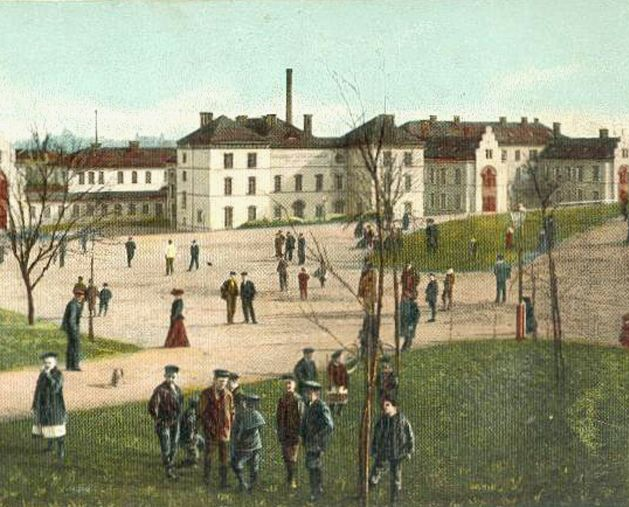
Centro de salud de la princesa heredera Lovisa

Desde el siglo XV, el islote fue utilizado por el Gråbrödrakloster (monasterio perteneciente a la orden de los franciscanos) y era llamado por esa época «Munklägret» o «Munkliderna» (cuesta, con el significado de pendiente o inclinación). Los monjes construyeron una fábrica de ladrillos en Rålambshov y, además, se dedicaron a la agricultura y la pesca. Debido a la Reforma protestante en 1527, la isla terminó en la manos de la corona . El primer asentamiento se originó en el valle entre Kungsklippan y Kronoberget, mientras que los talleres e industrias de artesanos se construyeron a lo largo de las playas. 
En 1645, el monasterio consiguió su primer puente. En 1672 la isla fue nombrada «Kungsholmen» y formó su propia congregación.
Hasta el siglo XVIII, Kungsholmen estaba en gran parte subdesarrollado. "Chartan öfwer Kungsholmen eller Stockholms wästre malm" de OJ Gjöding muestra los castillos Hornsberg y Christinäberg en la parte noroeste de la isla. Por el suroeste se percibe el comienzo de una red de calles con algunas calle principales como son (numeradas de norte a sur)  Reparebansgatan (actualmente la calle Fleminggatan), Gran Kungshomsgatan (en la actualidad Kungsholmsgatan) y Hantwärkaregatan (hoy en día Hantverkargatan). A finales del siglo XIX, Albert Lindhagen llevó a cabo el plan urbano (Lindhagenplanen), que aún caracteriza el desarrollo urbano de Kungsholmen. 
Incluso a mediados de la década de 1980 estaba la parte noreste de Kungshomen casi completamente sin edificar, como una foto aérea de 1896. La únicas construcciones visibles son algunos hospitales como Stockholms sjukhem, Sankt Görans sjukhus y Konradsbergs sjukhus.
El área alrededor de Kungsklippan en el lado oeste de Kungsholmen era en la década de 1930 un idilico medio rural con pequeñas casas de campo y jardines. Los que vivían aquí trabajaban principalmente en Bolinders Mekaniska Verkstäder, que se encontraba debajo del acantilado en el lago Klara . En la década de 1930, Bolinders se mudó a Kallhäll y HSB, construyó a través de su director ejecutivo y arquitecto Sven Wallander,  los conocidos lamellhusen. 
El peaje en Kungsholmen eran el peaje de Karlberg donde ahora se encuentra la granja Mariedal, y Kungsholmstull, que fue la primera en St Eriksgatan / Fleminggatan y cerca del actual Fridhemsgatan 18.

## Demografía
En diciembre de 2011, la isla contaba con 54 082 habitantes.